# Rajd Manx International 1989
Rajd Tudor Webasto Manx International 1989 (27. Tudor Webasto Manx International Rally) – 27. edycja rajdu samochodowego Rajd Manx rozgrywanego w Wielkiej Brytanii. Rozgrywany był od 13 do 15 września 1989 roku. Była to trzydziesta szósta runda Rajdowych Mistrzostw Europy w roku 1989 (rajd miał najwyższy współczynnik - 20) oraz szósta runda Rajdowych Mistrzostw Wielkiej Brytanii. Składał się z 42 odcinków specjalnych.

## Klasyfikacja rajdu
| Miejsce                      | Kierowca                     | Pilot                        | Samochód                     | Czas                         | Strata                       |                              |
| Klasyfikacja generalna i ERC | Klasyfikacja generalna i ERC | Klasyfikacja generalna i ERC | Klasyfikacja generalna i ERC | Klasyfikacja generalna i ERC | Klasyfikacja generalna i ERC | Klasyfikacja generalna i ERC |
| ---------------------------- | ---------------------------- | ---------------------------- | ---------------------------- | ---------------------------- | ---------------------------- | ---------------------------- |
| 1.                           | Russell Brookes              | Neil Wilson                  | Ford Sierra RS Cosworth      | 3:42:10                      | 0.0                          |                              |
| 2.                           | Mark Lovell                  | Ronan Morgan                 | Ford Sierra RS Cosworth      | 3:42:29                      | +19                          |                              |
| 3.                           | Jimmy McRae                  | Rob Arthur                   | Ford Sierra RS Cosworth      | 3:44:23                      | +2:13                        |                              |
| 4.                           | David Metcalfe               | Nicky Morgan                 | Vauxhall Nova GTE            | 3:54:50                      | +12:40                       |                              |
| 5.                           | Louise Aitken-Walker         | Ellen Morgan                 | Vauxhall Astra GTE           | 3:55:57                      | +13:47                       |                              |
| 6.                           | Austin MacHale               | Brian Murphy                 | Ford Sierra RS Cosworth      | 3:56:42                      | +14:32                       |                              |
| 7.                           | Kenny McKinstry              | Robbie Philpott              | Ford Sierra RS Cosworth      | 4:01:34                      | +19:24                       |                              |
| 8.                           | Andrew Wood                  | Dougie Paterson              | Audi 90 Quattro              | 4:02:33                      | +20:23                       |                              |
| 9.                           | Håkan Eriksson               | Johnny Johansson             | Peugeot 309 GTI              | 4:02:41                      | +20:31                       |                              |
| 10.                          | Chris Birkbeck               | Mike Kidd                    | Peugeot 205 GTI              | 4:08:38                      | +26:28                       |                              |